# Estehof

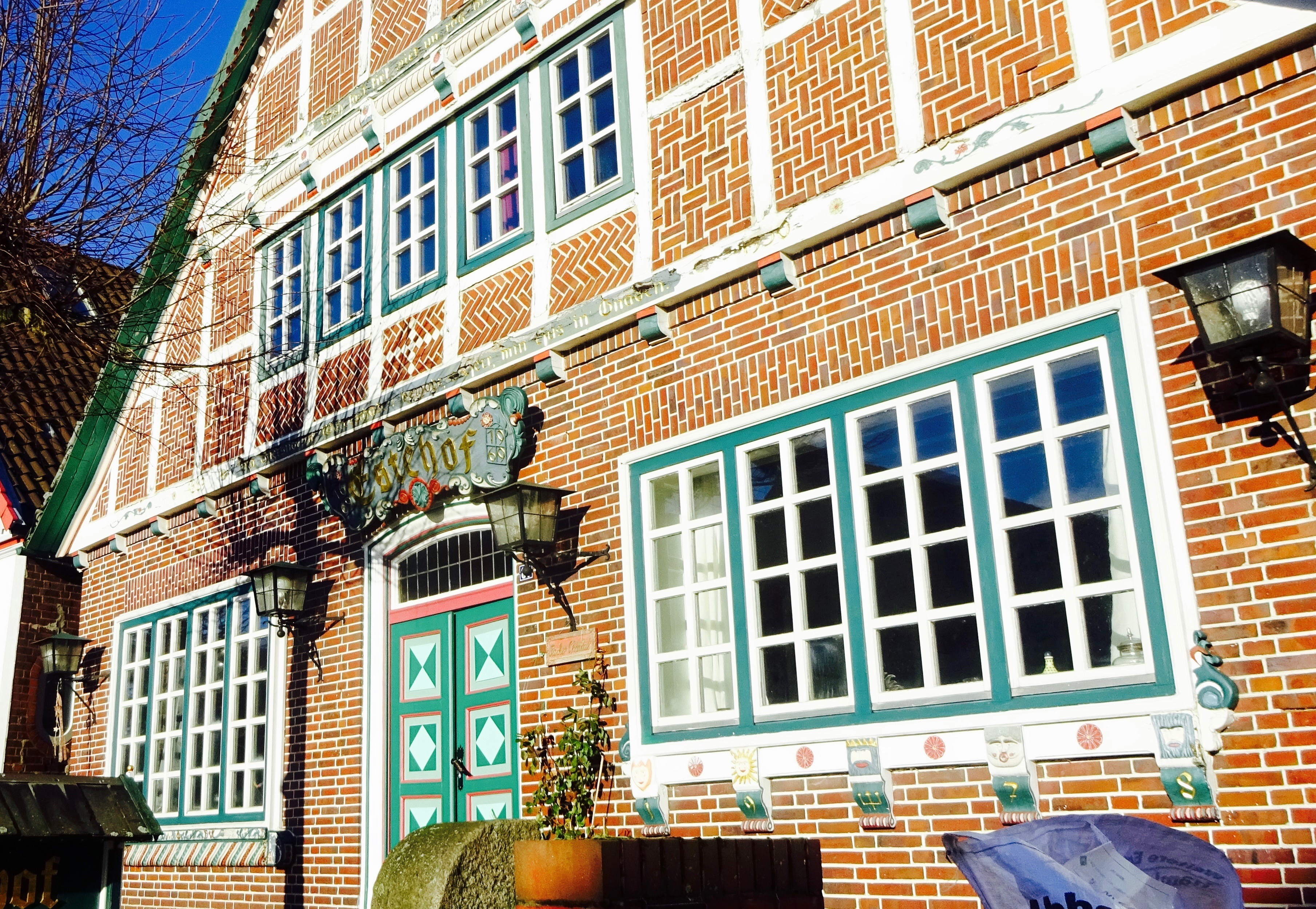
Der Estehof in Estebrügge, Giebelseite mit Eingang

Der Estehof ist ein Baudenkmal und gehört zu den ältesten Fachwerkhäusern im Jorker Ortsteil Estebrügge im niedersächsischen Landkreis Stade. Er wurde 1669 als Gastwirtschaft und Kontorgebäude mit eigenem Hafen erbaut. Das Ensemble, bestehend aus Haupt- und Kühlhaus sowie Werkstatt, liegt mit seinem großen Garten direkt an der Este und ist sowohl von der Estebrügger Straße als auch vom Fluss (Flusskilometer 5,55 linkes Ufer) erreichbar.

## Baubeschreibung
Der Estehof ist im Altländer Fachwerkstil erbaut und nach Funktion  stets Wohn- und Arbeitsstätte. Während sich in der Mitte des Gartens noch ein für Fracht-Ewer schiffbarer Stichkanal zur Este befand, wurde 1669 mit der Errichtung des Gebäudes begonnen. Rechts des „Wassergangs“ lag die Gaststube, links ein „Kolonialwarenladen“. Die Gebäudeteile wurden verbunden und bilden seither den Estehof. Bunte Schnitzereien an der westlichen Fachwerkfassade sowie die aus einem Königreicher Bauernhaus stammende prunkvolle Tür an der Esteseite prägen die Giebelseiten. Das Gebäude steht unter Ensembleschutz.

## Geschichte

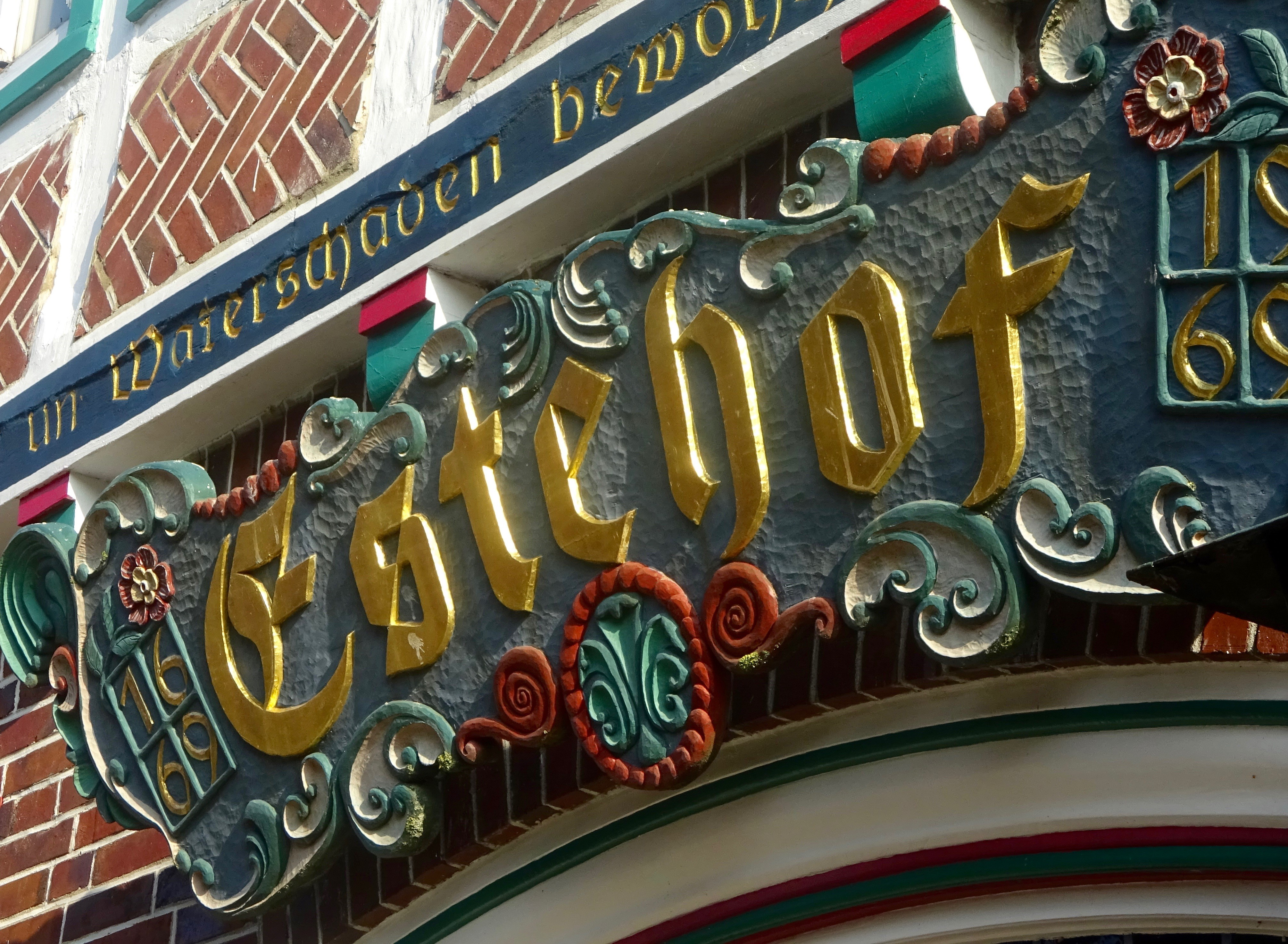
Eingangsportal Estehof

Besitzer des Estehofs waren unter anderen die Familie Winter (ab 1852 Jonny Jacob Winter, Frau Quast), dann Otto Garms (bis 1920) und die Gebrüder Quast (1920 bis 1935, Julius Quast). Die Winters waren bis 1911 die Verwalter der nahen Esteburg. Später führten die Altländer Originale Werner Miehe und Uwe Fitschen den Restaurationsbetrieb, der für seine Wildspezialitäten und seine besondere Atmosphäre bekannt war und auch Hamburger Prominenz nach Estebrügge lockte. Der Betrieb musste 2008 eingestellt werden.